# Subterranea Britannica
Subterranea Britannica, (ung. Det underjordiska Storbritannien), förening grundad 1974 med syftet att "undersöka och forska kring underjordiska anläggningar skapade eller använda av människor". Subterranea Britannica är specialiserat på industriell arkeologi och forskning. En särskild sektion ägnar sig uteslutande åt forskning kring det kalla kriget och de anläggningar som uppfördes under denna tid.
Subterranea Britannica ägnar sig inte åt urban exploration eftersom detta ofta inte sker i enlighet med gällande tillträdesbestämmelser och efter överenskommelse med fastighetsägarna.